# Червона ікра

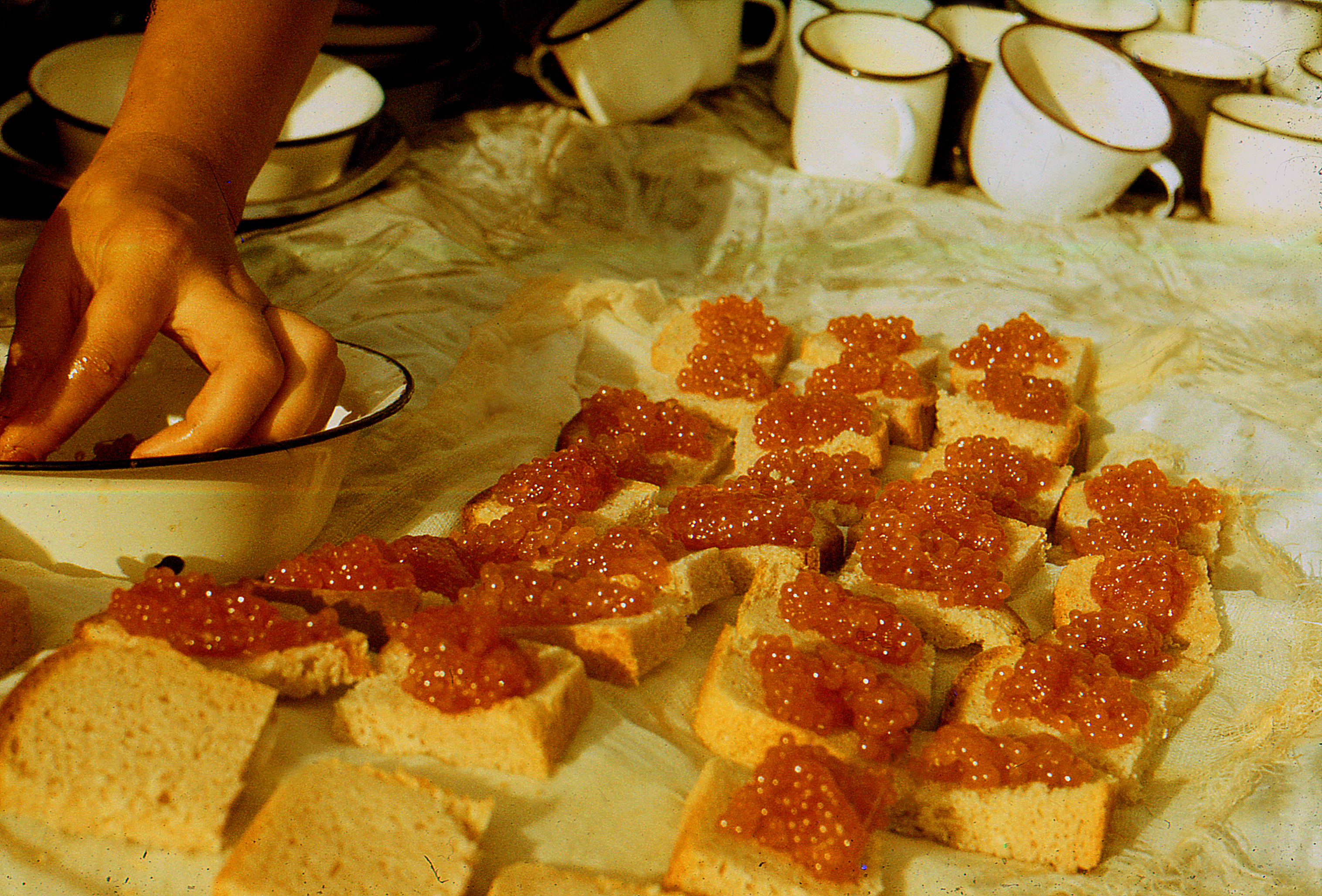
Ікра горбуші на канапках

Черво́на ікра́ — ікра лососевих риб, таких як: горбуша, кета та ін. Червона ікра — цінний харчовий продукт, має високі смакові якості й відносно високу вартість, тому вважається делікатесом. 